# Jordi Torremadé Martínez
Jordi Torremadé Martínez (Barcelona, 9 de gener de 1923 - 2 de novembre de 1990) fou un atleta trans català reconegut com un dels millors esportistes del país en atletisme, bàsquet i hoquei herba durant els anys de la postguerra civil espanyola. Va batre rècords estatals d'atletisme femení on no tenia rival a l'època. Va revolucionar l'atletisme per les seves inèdites marques fins aleshores i posteriorment amb al seu canvi de sexe.

## Biografia
Nascut amb el nom de Maria, al barri del Guinardó, ningú no va advertir que tenia una síndrome de Morris, una condició intersexual, per això va ser criat com una nena i va viure com a dona fins als 19 anys, moment en què va iniciar la transició. Abans d'anomenar-se Jordi, va començar a destacar en diversos esports amb els que s'evadia de la seva peculiar situació, ja que tot i no saber què li passava no se sentia dona.
Practicà el bàsquet amb el Club Esportiu Laietà i va ser porter d'hoquei sobre herba amb el SEU. Però sobre tot va triomfar en l'atletisme amb el Reial Club Deportiu Espanyol on va arribar a ser rebut pel president Lluís Companys. Durant els anys 1940 i 1941, va anar batent diversos rècords femenins, catalans i estatals en les modalitats de 100 metres llisos, 200 metres, 800 metres i relleus 4×100 metres, en salts d’alçada i de llargada.
El 1942, als 19 anys, va canviar el seu nom de naixement al Registre Civil pel de Jordi després d'una intervenció d'adequació genital. La seva carrera a l'atletisme es va truncar i les seves marques van desaparèixer dels registres oficials.
El 13 de febrer de 1942 el diari sensacionalista madrileny Informaciones va treure a la llum el seu canvi de sexe assenyalant que «la plusmarquista era, en realitat, un home que havia estat competint transvestit». A causa de l'escàndol d'aquest cas, la Sección Femenina, liderada per Pilar Primo de Rivera, va aprofitar per a prohibir l'atletisme femení a Espanya durant més de 20 anys, ja que deia que l'esport masculinitzava les dones allunyant-les de la seva funció natural que era la maternitat. Una circular de 1943 era prou clara, la dona espanyola «sólo practicaría los deportes que no perjudicaran su función específica: la maternidad». Amb aquesta premissa, el règim franquista va imposar una cultura esportiva i educativa sexista, on les dones havien d'assumir la seva suposada inferioritat física respecte als homes.
Dins de la cotilla ideològica de l'època, l'obsessió de les institucions franquistes per disciplinar les dissidències sexuals i de gènere i per destapar els suposats casos de «falses dones», va promoure la introducció massiva de controls abans de les competicions esportives. Durant les proves, cadascuna de les participants s'havia de posar dempeus i nua davant del personal mèdic perquè aquest pogués comprovar la naturalesa biològica dels seus genitals. Aquesta mesura, instaurada a la península i arreu d'Europa, va provocar que moltes dones s'allunyessin del món de la competició després de sotmetre's a controls intimidatoris i humiliants, i que les persones trans i intersexuals fossin expulsades dels campionats per no encaixar en la categorització binària de gènere establerta, esdevenint permanentment objectes de sospita i rebuig. El 1963 a causa de les protestes es va tornar a permetre l'atletisme femení en les competicions estatals.
El 5 d'agost de 1952 es va casar amb Catalina Pons Bofill, contra la voluntat del seu pare que la va desheretar, i el 1959 es va fincar a París on va treballar per una multinacional. Posteriorment va tornar a Barcelona, on es va establir fins a la seva mort. Va morir d'una malaltia cardíaca als 67 anys.
Va participar en diversos programes com Àngel Casas Show (TVE2, 19-6-1984) i La vida en un xip (TV3), on explicava la seva particular història, la qual també va aparèixer en diversos mitjans de premsa esportiva.